# Arugisa porrectalis
Arugisa porrectalis är en fjärilsart som beskrevs av Sensu Druce. Arugisa porrectalis ingår i släktet Arugisa och familjen nattflyn. Inga underarter finns listade i Catalogue of Life.